# Phyllodactylus clinatus
Phyllodactylus clinatus är en ödleart som beskrevs av  Dixon och HUEY 1970. Phyllodactylus clinatus ingår i släktet Phyllodactylus och familjen geckoödlor. IUCN kategoriserar arten globalt som otillräckligt studerad. Inga underarter finns listade i Catalogue of Life.